# Colceag
Colceag község és falu Prahova megyében, Munténiában, Romániában. A hozzá tartozó települések: Inotești, Parepa-Rușani és Vâlcelele.

## Fekvése
A megye keleti részén található, a megyeszékhelytől, Ploieștitől, harminchárom kilométerre keletre, a Balana és Calmatui patakok mentén.

## Története
Első írásos említése 1469-ből való. Feltételezhető, hogy nevét a 15. században a vidéket uraló bojárról, Colceagu-ról kapta.
A 19. század végén a mai Colceag területén három község osztozott: Colceag, Parepa és Inotești, mind a három Prahova megye Cricovul járásához tartozott. 
- Parepa község Parepa, Rușani és Degerați falvakól állt, melyek később egybeolvadtak, létrehozva Parepa-Rușani falut. Ezen községnek ekkoriban összesen 924 lakosa volt. A község tulajdonában volt egy iskola, három vízimalom és két templom, az egyik építését Ștefan Macovei finanszírozta Parepa faluban, a másikat 1892-ben Gheorghe Grigore Cantacuzino építette Degerați településen.
- Inotești községnek 1000 lakosa volt, hozzá tartozott egy iskola valamint egy 1818-ban épített templom.
- Colceag község, mely csupán Colceag településből állt, 943 lakosa volt, a tulajdonában volt egy iskola mely 1880-ban nyitotta meg kapuit valamint egy 1885-ben felszentelt templom.

1925-ös évkönyv szerint Parepa és Rușani falvak egybeolvadtak és az így létrejött település felvette a Parepa-Rușani nevet, akárcsak a község amelyiket alkották. Parepa-Rușani községnek ekkor 1316 lakosa volt, Colceag-nak 1326, Inotești-nek pedig 1586.
1938-ban mina a három község Prahova megye Urlați járásához tartozott.
1950-ben közigazgatási átszervezés alapján, a Prahova-i régió Urlați rajonjához kerültek, majd 1952-ben a Ploiești régió Mizil rajonjához csatolták őket.
1964-ben Degerați falu felvette a Vâlcelele nevet.
1968-ban ismét megyerendszert vezettek be az országban, a Colceag község az újból létrehozott Prahova megye része lett. Ekkor csatolták hozzá a megszüntetett Parepa-Rușani és Inotești községek falvait.

## Lakossága
| Nemzetiségek | 2002 | 2002   |
| ------------ | ---- | ------ |
| Románok      | 5541 | 99,49% |
| Romák        | 28   | 0,50%  |
| Összesen     | 5569 | 100,0% |